# Интеркосмос

Эмблема программы «Интеркосмос»

Интеркосмос — Совет по международному сотрудничеству в области исследования и использования космического пространства в мирных целях при АН СССР (сокращенное название — Совет «Интеркосмос»). Создан в 1966 году для координации участия различных министерств и ведомств СССР в международных космических программах. Впоследствии название «Интеркосмос» было принято и для программы многостороннего международного сотрудничества в области освоения и использования космического пространства, осуществлявшейся странами социалистического лагеря и включавшей совместные исследования на автоматических космических аппаратах и пилотируемые космические полёты. Искусственные спутники Земли, создаваемые в рамках этой программы, также получали название «Интеркосмос». Программа «Интеркосмос» действовала с 1967 года до окончательного распада социалистического лагеря в 1991 году.

## Совет «Интеркосмос»
В апреле 1965 года СССР направил правительствам Албании, НРБ, ВНР, ГДР, ДРВ, КНР, КНДР, Кубы, МНР, ПНР, СРР, ЧССР и СФРЮ предложение о проведении совещания, посвящённого объединению усилий социалистических стран в изучении и освоении космоса. В результате достигнутых договоренностей такое совещание состоялось в ноябре 1965 года в Москве, в нём приняли участие представители НРБ, ВНР, ГДР, Кубы, МНР, ПНР, СРР, СССР и ЧССР. В 1966 году для координации работ в области освоения космоса при Академии наук СССР был создан Совет по международному сотрудничеству в области исследования и использования космического пространства в мирных целях (сокращённое название — Совет «Интеркосмос»). Целью Совета «Интеркосмос» были как согласование работ, проводимых в космосе различными ведомствами и организациями СССР, так и планирование совместной космической деятельности и организация сотрудничества по изучению и освоению космоса с зарубежными странами. Председателем Совета «Интеркосмос» был назначен академик Б. Н. Петров. В 1981 году Совет министров СССР утвердил новый состав Совета «Интеркосмос», расширив список входящих в него организаций, председателем совета стал академик В. А. Котельников. В состав Совета «Интеркосмос» входили представители следующих ведомств:
- АН СССР,
- Госкомгидромет,
- Государственный комитет по науке и технике (с 1981 года),
- ГУ геодезии и картографии при СМ СССР (с 1981 года),
- Комиссия по военно-промышленным вопросам,
- КГБ СССР,
- МИД СССР,
- Министерство здравоохранения СССР,
- Министерство обороны СССР,
- Министерство общего машиностроения СССР,
- Министерство морского флота СССР (с 1981 года),
- Министерство связи СССР,
- Министерство электротехнической промышленности СССР (с 1981 года).

За время своего существования Совет «Интеркосмос» участвовал как в совместных работах по программе «Интеркосмос», объединяющей 9 социалистических стран, так и в космических программах, осуществляемых на основе двусторонних соглашений с правительствами и научными организациями Индии, Франции, США, Швеции, Австрии и других государств.
В связи с произошедшим в 1991 году распадом СССР и окончательным исчезновением социалистического лагеря Совет «Интеркосмос» прекратил своё существование. В 1992 году его функции были переданы секции «Международное сотрудничество („Интеркосмос“)» Совета РАН по Космосу, ставшего преемником Межведомственного научно-технического совета по космическим исследованиям при АН СССР. Председателем секции был назначен возглавлявший совет «Интеркосмос» академик В. А. Котельников. Формальным завершением работы Совета «Интеркосмос» считается проведённая в апреле 2001 года конференция «Интеркосмос 30», посвящённая 30-летию запуска спутника «Интеркосмос-1». С 2002 года международная деятельность России в области фундаментальных космических исследований регулируется двусторонними договорами, заключаемыми Советом РАН по космосу с научными организациями других стран.

## Программа «Интеркосмос»
В 1967 г. на встрече в Москве была принята совместная программа работ по исследованию и освоению космического пространства в мирных целях, в которую вошли 9 стран: Болгария, Венгрия, ГДР, Куба, Монголия, Польша, Чехословакия, Румыния и Советский Союз. Принятой программой предусматривались совместные подготовка, проведение и обработка результатов космических исследований с возможностью безвозмездной установки советской стороной на свою космическую технику научной аппаратуры стран-участниц. Другие участники обеспечивали создание научных приборов и проведение интересующих их экспериментов. Доступ к результатам экспериментов имели все участники программы. В программу был включён широкий круг тем по космической физике, метеорологическим исследованиям, космической деятельности в области связи, биологии и медицины. В каждой из стран был создан национальный координационный орган, отвечающий за выполнение работ и соглашений по отдельным проектам и темам, осуществляемым в рамках согласованной совместной программы. В СССР таким органом стал Совет «Интеркосмос». В других участвовавших в программе странах координирующие органы также именовались комитетами, советами или комиссиями «Интеркосмос». В 1970 году, на проходившем во Вроцлаве совещании руководителей национальных координационных органов программы, название «Интеркосмос» было официально закреплено и за всей программой. По пяти основным направлениям сотрудничества были созданы постоянно действующие совместные рабочие группы, работавшие в следующих областях:
- изучение физических свойств космического пространства,
- космическая метеорология,
- космическая связь,
- космическая биология и медицина,
- дистанционное  зондирование Земли (ДЗЗ) с помощью аэрокосмических средств (с 1974 года[8]).

В 1976 году на проходивших в Москве совещаниях был принят план дальнейшего развития программы «Интеркосмос», включающий полёты космонавтов из стран-участниц программы на советских пилотируемых кораблях и космических станциях, в дальнейшем список стран, участвовавших в международных пилотируемых полётах, был расширен.
Совместные космические исследования и запуски спутников и геофизических ракет в рамках программы «Интеркосмос» производились в 1968—1991 годах. В 1992—2000 годах в расширенной международной кооперации продолжали осуществляться некоторые проекты, начатые в рамках программы «Интеркосмос», такие как «АПЭ́КС», «КОРОНАС» и «Интербол». Международные пилотируемые полёты по программе «Интеркосмос» осуществлялись в 1978—1988 годах.

### Космические исследования

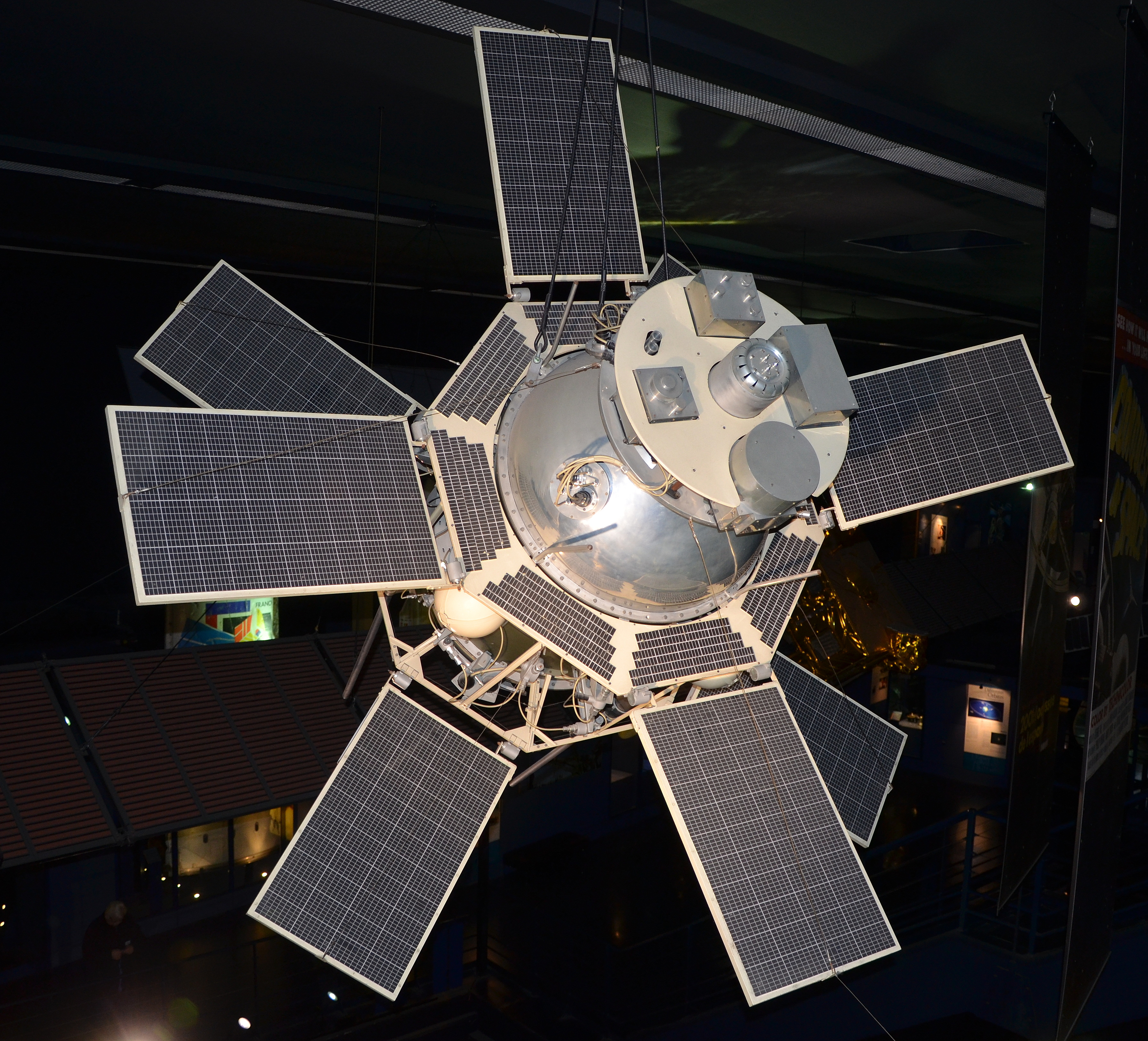
Спутник «Интеркосмос-1»

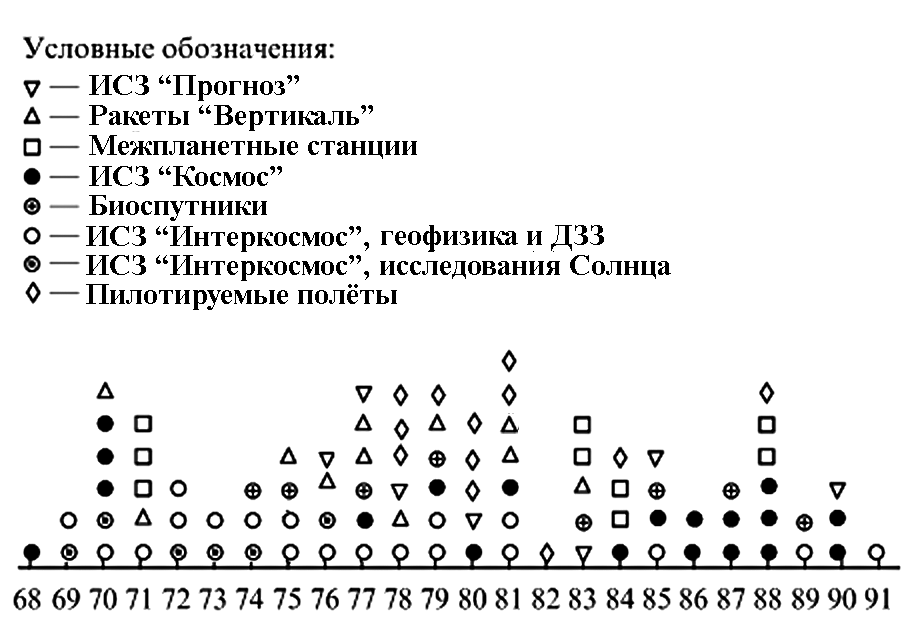
Динамика запусков по программе «Интеркосмос» в 1968—1991 годах

Первые совместные исследования по программе «Интеркосмос» проводились в 1968 году на советском спутнике «Космос-261», запущенном с целью изучения приполярной ионосферы и полярных сияний. Проводимые на спутнике эксперименты увязывались с наземными наблюдениями за ионосферой, проводимыми в НРБ, ВНР, ГДР, ПНР, СРР, ЧССР и СССР. Первым спутником, построенным по программе международного сотрудничества, стал запущенный в 1969 году «Интеркосмос-1», а первой геофизической ракетой программы «Интеркосмос» — запущенная в 1970 году «Вертикаль-1».
Всего по программе международного сотрудничества было создано и запущено с 1969 по 1994 годы 26 спутников серии «Интеркосмос» и 11 геофизических ракет серии «Вертикаль». На них устанавливались приборы, созданные странами-участницами программы, с помощью которых проводились исследования околоземного и межпланетного космического пространства, метеорного вещества, Солнца, ионосферы и магнитосферы Земли, отрабатывались методики и средства изучения земной атмосферы и Мирового океана из космоса. Спутники, созданные по двусторонним программам советско-польского и советско-болгарского сотрудничества, кроме порядкового номера в серии «Интеркосмос» получили собственные имена, «Коперник-500» и «Интеркосмос-Болгария-1300», соответственно. Последним космическим аппаратом программы «Интеркосмос» стал «Интеркосмос-25», запущенный с космодрома «Плесецк» 18 декабря 1991 года для реализации международного проекта «АПЭ́КС». Ещё один спутник, готовившийся как «Интеркосмос-26», был запущен в 1994 году, уже после распада социалистического лагеря, и получил название «КОРОНАС-И», по имени международного проекта изучения Солнца КОРОНАС. В трёх запусках спутников «Интеркосмос» вместе с ними выводились на орбиту и использовались для проведения совместных экспериментов микроспутники серии «Магион», созданные в ЧССР.
Страны-участницы программы «Интеркосмос» устанавливали свои приборы и участвовали в космических экспериментах не только на специально построенных для осуществления программы одноимённых спутниках, но и на научно-исследовательских аппаратах серий «Космос», «Прогноз» и других, на метеорологических спутниках «Метеор», на спутниках связи «Молния» и «Горизонт», на автоматических межпланетных станциях «Венера-15» и «Венера-16», «Вега». Для получения информации, необходимой для совместных работ в области дистанционного зондирования Земли, проводилась съёмка Земли на пилотируемых космических кораблях «Союз» и орбитальных станциях «Салют» и «Мир». На специально подготовленном корабле «Союз-22» проводился совместный эксперимент «Радуга» по многозональному фотографированию Земли из космоса, позволяющему распознавать физические свойства и состояние изучаемых объектов. Совместные медико-биологические исследования осуществлялись на спутниках типа «Бион» и при подготовке и проведении как советских, так и совместных пилотируемых полётов. Всего до начала 1990-х годов было запущено около ста различных объектов космического назначения, на которых выполнялись совместные международные исследования по программе «Интеркосмос».

### Пилотируемые полёты

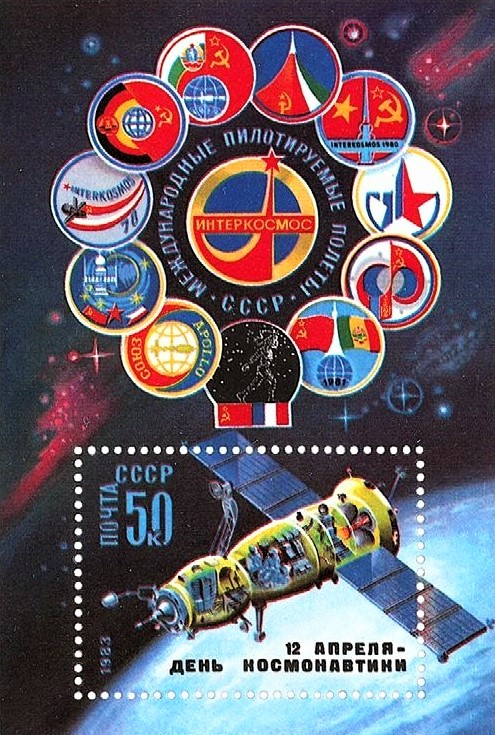
Почтовый блок СССР ко Дню космонавтики 1983 года с изображением космического корабля «Союз Т», вверху — эмблема Совета «Интеркосмос» в окружении эмблем совместных космических полётов космонавтов СССР и космонавтов других государств, в т. ч. полёта «Союз — Аполлон»

На совещаниях, проходивших в Москве в июле и сентябре 1976 года, был принят план дальнейшего развития программы «Интеркосмос», включавший международные пилотируемые полёты в 1978—1983 годах. Было решено, что подготовка кандидатов в космонавты будет организована в ЦПК им. Ю. А. Гагарина, командирами экипажей будут лётчики-космонавты СССР, а космонавтами-исследователями — граждане НРБ, ВНР, ГДР, Кубы, МНР, ПНР, СРР и ЧССР. В 1979 году к программе пилотируемых полётов присоединился Вьетнам. Первые совместные полёты были намечены на 1978 год, в них планировалось участие граждан ГДР, ПНР и ЧССР — стран, уже имевших большой опыт в подготовке совместных экспериментов по программе «Интеркосмос» и способных быстро разработать программы исследований для своих космонавтов. Отбор кандидатов в космонавты-исследователи по программе «Интеркосмос» проводился национальными комиссиями стран-участниц, подготовка в ЦПК проводилась по программе, упрощённой по сравнению с подготовкой бортинженеров космических кораблей «Союз», с использованием тех же методик, которые применялись для подготовки советских космонавтов.
В ряде источников отмечается, что решение об участии в пилотируемых полётах космонавтов из социалистических стран имело в первую очередь политические цели и могло быть своеобразным ответом на объявление в июле 1976 года о планах США предоставить возможность гражданам других государств, в первую очередь западноевропейских, принять участие в полётах по готовившейся программе Space Shuttle. При этом пилотируемые полёты по программе «Интеркосмос» включали обширную научную программу, в которую входили исследования в области космической биологии и медицины, изучения и картографирования поверхности Земли, астрофизики и физики космического пространства, космического материаловедения и технологических экспериментов в условиях микрогравитации.
Первый пилотируемый полёт по программе «Интеркосмос» состоялся 2 марта 1978 года на корабле «Союз-28» и орбитальной станции «Салют-6». Чехословацкий космонавт-исследователь Владимир Ремек стал первым человеком в космосе, не являющимся гражданином СССР или США. Следующими космонавтами-исследователями, принявшими в 1978 году участие в международных экспедициях посещения станции «Салют-6», стали Мирослав Гермашевский (Польша) и Зигмунд Йен (ГДР). В 1979—1981 годах в экспедициях посещения «Салют-6» по программе «Интеркосмос» участвовали Георги Иванов (Болгария), Берталан Фаркаш (Венгрия), Фам Туан (Вьетнам), Арнальдо Тамайо Мендес (Куба), Жугдэрдэмидийн Гуррагча (Монголия), Думитро Прунариу (Румыния).
С 1982 года программа международных пилотируемых полётов на советские орбитальные станции была расширена, в экспедициях посещения станции «Салют-7» участвовали космонавты из Франции (1982 год) и Индии (1984 год). В 1986 году на орбиту была выведена орбитальная станция «Мир», ставшая международной космической лабораторией. По программе «Интеркосмос» на неё в 1987—1988 годах было совершено три экспедиции, в которых участвовали граждане Сирии, Болгарии и Афганистана. Рассматривалось участие в международных полётах по программе «Интеркосмос» Финляндии, но это предложение было отклонено финской стороной на этапе предварительных консультаций. Последующие международные полёты на станцию «Мир» осуществлялись в основном на коммерческой основе, по двусторонним соглашениям, заключаемых Главкосмосом.

## Другие международные программы
Кроме запусков по одноимённой программе Совет «Интеркосмос» принимал участие в совместных космических проектах, осуществляемых по двусторонним соглашениям между правительствами и научными организациями СССР и других стран.
В 1967 году было заключено соглашение о советско-французском сотрудничестве в освоении космического пространства и началось осуществление совместного проекта по изучению ионосферы и полярных сияний «АРКАД», для которого в СССР были построены и запущены три спутника серии «Ореол». На советских высокоорбитальных лабораториях «Прогноз» устанавливались французские приборы и проводились совместные с французскими учёными эксперименты по изучению солнечного ветра, ультрафиолетового и рентгеновского излучения Солнца, релятивистских ядер и протонов, высокоэнергетичных электронов. Французские приборы для изучения межпланетного пространства и Солнца устанавливались также на автоматических станциях серий «Марс» и «Венера». Советскими носителями выводились на орбиты французские спутники «МАС-1» и «MAC-2» для технологических экспериментов и аппарат «СНЕГ-3»  для астрофизических исследований. Вcего в рамках этого соглашения были реализованы десятки различных совместных программ, включающих изучение космического пространства, медико-биологические эксперименты, изучение верхней атмосферы, эксперименты в области космического материаловедения, наблюдение за космическими аппаратами и другие исследования, для реализации которых использовались советские и французские космические аппараты, геофизические ракеты, аэростаты и наземные контрольные станции.
В 1971 году между АН СССР и NASA было заключено соглашение о сотрудничестве в области космической физики, космической метеорологии, изучения природной среды, космической биологии и медицины. В 1972 году председатель совета «Интеркосмос» академик Б. Н. Петров и директор центра пилотируемых полётов НАСА К. Крафт подписали коммюнике о согласовании конкретных технических вопросов для осуществления в 1975 году полёта «Союз — Аполлон». С 1976 года советско-американское космическое сотрудничество сократилось и до середины 1980-х годов продолжалось в основном в области биологии и медицины.
По соглашению, заключённому между Академией наук СССР и Индийской организацией космических исследований, советские специалисты приняли участие в создании первого индийского спутника «Ариабхата», который был запущен в 1975 году ракетой-носителем «Космос-3М» с космодрома Капустин Яр. Впоследствии советскими носителями были осуществлены запуски индийских спутников «Бхаскара I» и «Бхаскара II».
Со второй половины 1970-х годов на спутниках «Интеркосмос» и «Прогноз» вместе с оборудованием стран-участниц программы «Интеркосмос» устанавливались приборы, созданные в Швеции.
В создании запущенных в 1984 году советских межпланетных станций проекта «Вега», который был продолжением программы исследования Венеры и частью международного проекта изучения кометы Галлея, участвовали учёные из СССР, ФРГ, Франции, Австрии, ГДР, Венгрии, Польши, Чехословакии, Болгарии и США. В приёме и обработке информации со станций принимали участие Европейское космическое агентство, Япония, США.
Отдельные советские исследования околоземного и межпланетного пространства в 1980-х годах увязывались с научными программами НАСА, Европейского космического агентства, Японского агентства аэрокосмических исследований и других стран.

## Память
В честь Интеркосмоса как восточноевропейской организации по исследованию космоса 8 февраля 1982 года назван астероид (2365) Interkosmos, открытый 30 декабря 1980 года Зденькой Вавровой в  обсерватории Клеть (см. Циркуляр малых планет №6649).

### Комментарии
1. ↑  Упомянутые в источнике и отмеченные на диаграмме запуски 1990 года не соотносятся с известными запусками спутников серий «Космос» и «Прогноз».